# Ptychotis sylvestris
Ptychotis sylvestris är en flockblommig växtart som beskrevs av John Forbes Royle. Ptychotis sylvestris ingår i släktet Ptychotis och familjen flockblommiga växter. Inga underarter finns listade i Catalogue of Life.